# Reach Up To The Universe
Reach Up To The Universe(リーチ・アップ・トゥー・ザ・ユニバース)는 일본의 가수이다. EVOL RECORDS에 소속되어 있다. 주로 모던락 계열의 음악을 하며, 타카하시 슌코의 첼로사운드가 인상적이다.

## 구성원
2002년부터 몇번의 멤버교체를 거쳐서 현 멤버로 정착되었다.
- 노토미 히로카즈(納富啓和) : 기타 및 보컬
- 타카하시 슌코(高橋淳子) : 첼로, 피아노, 코러스 보컬
- 미나미 토모야(南智也) : 베이스
- 오오하시 케이지(大橋経司) : 기타 및 믹싱
- 모리사와 케이타(森澤啓太) : 드럼